# Coregonus bezola
Coregonus bezola es una especie de pez de la familia Salmonidae en el orden de los Salmoniformes.

## Distribución geográfica
Se encontraba en Europa: lago Bourget (Francia).

## Observaciones
Desapareció durante la década de 1960.